# Festival de música SWU
O SWU Music & Arts Festival (acrônimo de Starts With You) foi um festival de música e sustentabilidade realizado no interior de São Paulo e idealizado pelo publicitário Eduardo Fischer. Reuniu artistas de diversos gêneros e estilos nas suas duas edições, realizadas em 2010 e 2011.

## História
Desde junho de 2009, surgiram especulações sobre uma possível edição do Woodstock em Nova York, em comemoração dos 40 anos do festival original, pelo co-fundador Michael Lang. No entanto, em agosto do mesmo ano, a ideia foi abandonada e o festival cancelado.
Porém, no início de 2010, começaram os boatos de que seria realizado um "Woodstock Brasil", com especulações de quais seriam as bandas e o local. Após vários rumores, em julho do mesmo ano foi confirmado o festival, mas com nenhuma ligação ao Woodstock, e sim com nome de SWU Festival. Ao longo dos meses, foram se confirmando as atrações.

## Organização
O evento visava abordar vários assuntos. Além da música e da arte, a sustentabilidade foi um dos assuntos principais a ser tratado no SWU. Toneladas de lixo produzidos no festival foram coletados e reciclados, em vários latões, além das campanhas de preservação do meio ambiente. Além dos palcos musicais, existia o Fórum da Sustentabilidade, em que artistas apoiadores da causa, e pessoas de importância do meio, discutiam sobre o tema com o público.
A edição de 2011 teve uma novidade: uma amostra de curtas e animações ao ar livre, patrocinada pela EcoVision, uma instituição italiana que promove um festival de cinema sobre sustentabilidade. As sessões eram exibidas das 20h às 03h.

## Lineup

### SWU 2010[4][5][6]
Entre os dias 9, 10 e 11 de outubro, em Itu, ocorreu a primeira edição do festival, com mais de 70 atrações passaram pelos 2 palcos principais, Água/Ar e palco OI Novo Som, que contou com bandas do cenário independente e nomes da música brasileira e internacional, além dos astros da música eletrônica que se apresentaram no Heineken Greenspace. O público anunciado foi de 164 mil pessoas.
| Palcos | Palcos | Palcos                                                                                                  | Palcos | Palcos |
| ------ | --- | --- | --- | --- |
|        | Ar | Água | Oi Novo Som | Heineken Greenspace |
| Dia 9  | - 16:15 Black Drawing Chalks - 17:35 Infectious Grooves - 19:50 Los Hermanos - 22:05 Rage Against the Machine                              | - 15:45 Brothers of Brazil - 16:50 Macaco Bong - 18:40 Mutantes - 20:55 The Mars Volta                  | - Letuce + qinhO - Superguidis - Curumin & The Aipins - Mallu Magalhães - Cidadão Instigado - The Apples in Stereo - Sobrado 112 - Locomotron | - Ricardo Bellini - Glocal - Killer on the Dancefloor - The Twelves - Dave the Switch Taylor - MSTRKRFT - The Crystal Method - DJ Marky - Steve Angello |
| Dia 10 | - 14:50 O Teatro Mágico - 16:40 Capital Inicial - 18:45 Regina Spektor - 21:00 Dave Matthews Band                                          | - 14:00 llo Ferreira - 15:40 Jota Quest - 17:45 Sublime - 19:55 Joss Stone - 22:55 Kings Of Leon        | - Volver - Luisa Maita - Tulipa Ruiz - Rubinho e Força Bruta - Bomba Estéreo - Otto - Lucas Santtana - Overal                                 | - Ricardo Bellini - Mario Fischetti - Nick Warren - Life Is a Loop - Sander Kleinenberg - Roger Sanchez - Sharan - Markus Schulz                        |
| Dia 11 | - 14:30 Alain Johannes - 15:35 Crashdiet - 17:00 Yo La Tengo - 18:50 Avenged Sevenfold - 20:55 Queens of the Stone Age - 23:25 Linkin Park | - 15:05 Glória - 16:10 Rahzel - 17:45 Cavalera Conspiracy - 19:55 Incubus - 22:20 Pixies - 01:35 Tiesto | - Tono - Mombojó - Autoramas - BNegão & Seletores da Frequência - Josh Rouse - Cansei de Ser Sexy - Fino Coletivo - Enfuga                    | - Erol Alkan - Gui Boratto - Mixhell - Aeroplane - Anthony Rother - Anderson Noise                                                                      |

### SWU 2011
A segunda edição do festival aconteceu nos dias 12, 13 e 14 de novembro em Paulínia, no "Distrito de Sustentabilidade", São Paulo, e contou, ainda, com mais de 70 atrações de diversos gêneros do Rock, Pop, Hip Hop e muito mais, numa área de 1.700.000 metros quadrados; numa versão atualizada do Woodstock 1969 (em Nova York). Segundo a organização do evento, cerca de 180 mil pessoas passaram pelo festival.
| Line-up e Palcos | Line-up e Palcos                                                                               | Line-up e Palcos                                                            | Line-up e Palcos | Line-up e Palcos |
| ---------------- | ---------------------------------------------------------------------------------------------- | --------------------------------------------------------------------------- | --- | --- |
|                  | Energia                                                                                        | Consciência                                                                 | New Stage | Heineken Greenspace |
| Dia 12           | - Michael Franti & Spearhead - Marcelo D2 - Snoop Dogg - The Black Eyed Peas                   | - Emicida - SOJA - Damian Marley - Kanye West                               | - Cruz (Update or Die) - Copacabana Club - Miranda Kassin & André Frateschi - Matt & Kim - OFWGKTA - Ghostland Observatory | - Claudinha BR - DATABASE - Ask to Quit - AVICII - DJ Marky & S.P.Y present Galaxy - Who Made Who - James Murphy - Frankie Knuckles - Tiga |
| Dia 13           | - Zé Ramalho - Tedeschi Trucks Band - Duran Duran - Lynyrd Skynyrd                             | - Ultraje a Rigor - Chris Cornell - Peter Gabriel & The New Blood Orchestra | - Apolonio - Sabonetes - Is Tropical - Playing For Change - Modest Mouse - Hole                                            | - Bruno Oliveira - Raul Boesel - Meme - Gareth Emery - Paulo Boghosian - Booka Shade - John Digwee - Afrojack - Fedde Le Grand             |
| Dia 14           | - Raimundos - Black Rebel Motorcycle Club - 311 - Primus - Stone Temple Pilots - Faith no More | - Duff McKagan’s Loaded - Down - Sonic Youth - Megadeth - Alice in Chains   | - Medulla - Ash - Pepper - The Black Angel - Bag Raiders - Miyavi - Crystal Castles - Simple Plan                          | - Ricardo Bellini - Dubshape - M.A.N.D.Y - Joris Voorn e Nic Fanciulli. - Gui Boratto - Layo & Bushwacka - Loco Dice - Sven Väth           |

## Principais atrações

### 2010
- Rage Against the Machine: Um dos shows mais esperados do festival foi o do RATM, que tocou pela primeira vez na America Latina. Após a música "Know Your Enemy", o show foi paralisado, pois várias pessoas invadiram a pista Premium do local o que causou um tumulto, com grades voando para todo lado. A equipe da segurança e o vocalista do grupo pediram que todos dessem 3 passos para trás. Depois de 5 minutos o show continuou. O show parou novamente após "Township Rebellion", dessa vez por que pessoas estavam espremidas nas divisorias entre a plateia e o palco. Após outra música, o show foi parado pela 3ª vez, agora devido a problemas técnicos com o som. Logo após tudo correu bem, e a banda encerrou o show com o sucesso "Killing in the Name".
- Avenged Sevenfold: A banda californiana apresentou um grande show tendo como convidado o baterista Mike Portnoy que participou de um curto período da banda após a morte do antigo baterista The Rev. Foram tocadas sucessos como "Almost Easy", "Nightmare" e "Afterlife", porém o ponto alto do show e mais emocionante foi a música "Critical Acclaim" no qual o baterista The Rev fazia o backvocal, e em sua homenagem era colocado um playback com sua voz enquanto emocionado o vocalista M. Shadows olhava para cima.[17]
- Joss Stone: Joss interagiu com o público, chegando até a sentar no palco. A cantora foi bem recebida e muito ovacionada pelo público. O ponto alto do show foi quando a cantora subiu nas caixas de som da beirada do palco para cantar com todos o single "Feel in Love with a Boy" e logo após quando encerrou o show com o hit "Right to be Wrong".
- Dave Matthews Band: Com apenas 12 músicas fizeram um show de 2 horas e ainda voltaram para um 'bis' com um cover de Jimi Hendrix tocando "All Along the Watchtower".[18]
- Kings of Leon: Tocou hits como "Sex on Fire" e "Use Somebody".[19] O vocalista Caleb Followill disse estar feliz em saber, que a maioria do público do dia, foi ao SWU especialmente para ver sua banda.
- Queens of the Stone Age: Com atraso de 50 minutos, a banda animou o público por cerca de 1 hora e meia com hits como "Go With the Flow", "No One Knows", "Little Sister", "Sick, Sick, Sick" e "Feel Good Hit of the Summer", e encerrou o show com a caótica "Song for the Dead".[20][21][22]
- Pixies: A Banda, que assumidamente voltou aos palcos por questões financeiras, levantou até os mais novos com o hit "Here Comes Your Man" e logo após com "Monkey Gone to Heaven".[23][24] A baixista Kim Deal agradeceu o carinho do público diversas vezes. Após 22 músicas a banda saiu do palco, mas logo voltou e tocaram mais 3 músicas; entre elas "Where's My Mind?", para depois fechar o show com "Gigantic".
- Linkin Park: A banda mais esperada do festival fez o chão tremer durante quase 2 horas com seus hits "Numb", "Crawling", "Faint" ,"Breaking the Habit" e "The Catalyst".[25]

### 2011
- Faith No More: A banda fez um histórico show no encerramento da segunda edição do festival. Após ter sido apresentada pelo criador da Livroteca Guardiã de Pernambuco, Ricardo Gomes, a banda tocou sucesso como "Epic", "Easy", "From Out of Nowhere" e "King for a Day". No meio do show, o vocalista Mike Patton se aventurou como câmera e tentou filmar a banda, mas acabou caindo. Depois, o cantor desceu do palco e subiu nas grades que separavam o público e quase pulou, sendo impedido por alguns seguranças. Mike ainda cantou "Evidence" em português, e chamou as crianças do Coral da Gente, de Heliópolis, para fazer os backing vocals em "Just a Man".[26]
- Black Eyed Peas: Em um de seus últimos shows antes de uma longa pausa, o quarteto americano não decepcionou os fãs esbanjando energia nos hits "Imma Be", "My Humps", "Big Girls Don't", "Pump it" e "Where is the Love?". Fergie agradeceu diversas vezes o público e disse que amava o Brasil. Após o bis a banda continuou com "Boom, Boom Pow" e "The Time". A banda encerrou o show com o mega hit "I Gotta Feeling" onde Taboo pulou no meio do público para dançar. Ao final da música Fergie e will.i.am fizeram uma jam cantando "With or Without You" do U2 e "Taj Mahal" de Jorge Ben Jor.
- Alice in Chains: Outro show bastante esperado da segunda edição do festival, foi o da banda americana Alice in Chains. Mesmo debaixo de muita chuva e com William DuVall nos vocais, os fãs cantaram do início ao fim sucesso como "Them Bones", "Angry Chair", "Would?", "Nutshell" e "Man In the Box", além de músicas do mais recente disco da banda Black Gives Way to Blue de 2009.[27]
- Lynyrd Skynyrd: Considerada a melhor banda de Southern Rock ao lado da The Allman Brothers Band, e uma das melhores do rock clássico, o Lynyrd Skynyrd tocou pela primeira vez na América do Sul, e emocionou a todos com os hits "Sweet Home Alabama", "Simple Man" e "Free Bird", no encerramento da segunda noite do festival.[28]
- Peter Gabriel & The New Blood Orchestra: Após a confusão entre sua equipe e a banda Ultraje a Rigor, Peter e sua orquestra subiram ao palco para apresentar um reportório de canções refinadas e quase teatrais. No meio do show, a apresentadora Didi Wagner, foi ao palco explicar que a filha de Peter, Anna, tem um projeto chamado "The Voice Project" que se comunica com crianças recrutadas por exércitos africanos via rádio, e pediu para que todo o público gritasse "voltem pra casa" no dialeto do Congo, e que isso seria gravado e transmitido nas rádios do país nos dias seguintes. O público atendeu ao pedido e protagonizou um dos momentos mais bonitos do festival.
- Primus: Mesmo com um show curto, encantou muitos que não conheciam suas músicas e matou a sede de seus fãs, tocando clássicos como "My Name is Mud" e "John The Fisherman". Foi a primeira passagem do Primus no Brasil.

## Polêmicas
- A transmissão do show da banda Rage Against the Machine foi realizado pelo canal Multishow. Após a 8ª música, o vocalista da banda vestiu um boné do MST e foi feito um corte; o apresentador Beto Lee apareceu anunciando o fim da transmissão. No dia seguinte, um comunicado oficial[29] dizia que pessoas, na hora do tumulto da pista VIP, invadiram o espaço da transmissão e acabaram quebrando algumas câmeras e botando em risco a segurança dos profissionais ali presentes e, por isso, a transmissão foi encerrada;

- Forte chuva na noite de 29 de outubro de 2011, levou ao chão parte da estrutura do evento em Paulínia há duas semanas antes do início do festival.[30] Foi necessário o aumento do número de trabalhadores para levantar toda a estrutura e a organização do evento descartou a possibilidade de alteração nas datas do Festival SWU 2011;

- A maior polêmica da segunda edição do festival, foi a briga entre os produtores de Peter Gabriel e os roadies do Ultraje a Rigor durante o show da banda. Tudo começou porque a forte chuva e os ventos atrapalharam o show da banda Tedeschi Trucks Band, atrasando em uma hora o show do Ultraje a Rigor.[31] A produção de Peter Gabriel irritada, pressionou a banda a encurtar o show em meia hora, e ameaçou cancelar o show. Uma discussão começou e depois da primeira música do show, o produtor de Peter foi para cima de Trovão, irmão de Roger, e uma confusão começou na lateral do palco. Depois de algumas trocas de socos tudo se acalmou, mas o vocalista da banda continuou a fazer provocações e reclamações, e a equipe de Peter tentou desligar os amplificadores da banda. O público, confuso, passou a xingar o cantor Chris Cornell que se apresentaria no mesmo palco. Depois de 13 músicas, a equipe do SWU foi logo retirando os equipamentos do Ultraje a Rigor. Roger ainda tentou emendar o sucesso "Marilou" mas foi impedida pela organização do evento que literalmente expulsou a banda do palco;[32][33][34][35]

- Outro fato que marcou a edição 2011 do festival foi o truculento e confuso show da banda Hole no palco New Stage. Primeiro ao ver uma fã com uma camiseta que a citava, Courtney Love pediu para vestir a mesma. Na troca de roupa, a vocalista deixou seus seios à amostra propositalmente. Depois começou a errar algumas músicas, e começou a falar de seu relacionamento com Billy Corgan, vocalista do Smashing Pumpkins. O estopim foi quando a cantora viu um cartaz com a foto de seu falecido marido Kurt Cobain, do Nirvana. Ela começou a xingar o dono do cartaz e o vocalista do Foo Fighters e ex-Nirvana, Dave Grohl. Logo após o fato, Courtney e a banda saíram do palco ameaçando ir embora. Depois, o guitarrista Micko Larkin disse que a banda só voltaria se o público gritasse "Os Foo Fighters são gays". O pedido foi atendido, a banda voltou e terminou o show.[36][37]

## Futuro
Não foram divulgadas datas de futuras edições do festival, nem ações atreladas do mesmo. A concorrência direta com os maiores festivais de musica do Brasil, Planeta Atlântida (RS, verão), Festival de Verão de Salvador (BA, verão), Lollapalooza (SP, outono), Festival de Inverno Bahia (BA, inverno) e Rock in Rio (RJ, primavera), contribuíram para dificultar uma nova edição.